# Curling na Zimních olympijských hrách 2014
Curlingové turnaje na Zimních olympijských hrách 2014 probíhaly od 10. do 21. února 2014 v curlingovém centru Leďanoj kub v Soči. Na programu byly turnaje mužů a žen.

## Medailové pořadí zemí
| Pořadí  | Země                 | Zlato | Stříbro | Bronz | Celkově |
| ------- | -------------------- | ----- | ------- | ----- | ------- |
| 1.      | Kanada (CAN)         | 2     | 0       | 0     | 2       |
| 2.      | Velká Británie (GBR) | 0     | 1       | 1     | 2       |
| 2.      | Švédsko (SWE)        | 0     | 1       | 1     | 2       |
| Celkově | Celkově              | 2     | 2       | 2     | 6       |

## Medailisté

### Muži
| Disciplína  | Zlato                                                                               | Stříbro                                                                                                  | Bronz                                                                                             |
| ----------- | ----------------------------------------------------------------------------------- | --- | ------------------------------------------------------------------------------------------------- |
| turnaj muži | Kanada (CAN) · Brad Jacobs · Ryan Fry · E. J. Harnden · Ryan Harnden · Caleb Flaxey | Velká Británie (GBR) · David Murdoch · Greg Drummond · Scott Andrews · Michael Goodfellow · Tom Brewster | Švédsko (SWE) · Niklas Edin · Sebastian Kraupp · Fredrik Lindberg · Viktor Kjäll · Oskar Eriksson |

### Ženy
| Disciplína  | Zlato | Stříbro | Bronz |
| ----------- | --- | --- | --- |
| turnaj ženy | Kanada (CAN) · Jennifer Jonesová · Kaitlyn Lawesová · Jill Officerová · Dawn McEwenová · Kirsten Wallová | Švédsko (SWE) · Margaretha Sigfridssonová · Maria Prytzová · Christina Bertrupová · Maria Wennerströmová · Agnes Knochenhauerová | Velká Británie (GBR) · Eve Muirheadová · Anna Sloanová · Vicki Adamsová · Claire Hamiltonová · Lauren Grayová |

## Kvalifikace
Na Zimních olympijské hry 2014 bylo možné kvalifikovat se dvěma způsoby. V obou turnajích nastoupilo shodně po deseti týmech. Kromě domácích týmů, které měly jako pořadatel účast zajištěnou, se do olympijského turnaje mohlo kvalifikovat sedm týmů ziskem kvalifikačních bodů na mistrovstvích světa v curlingu v letech 2012 a 2013. O poslední dvě volná místa se mohly další národy utkat v dodatečných olympijských kvalifikačních turnajích, které proběhly v německém Füssenu v prosinci 2013.

### Kvalifikované týmy

#### Muži
| Způsob kvalifikace                            | Počet míst | Kvalifikované týmy     |
| --------------------------------------------- | ---------- | ---------------------- |
| pořadatel                                     | 1          | Rusko                  |
| zisk kvalifikačních bodů na mistrovství světa | 7          | Kanada                 |
| zisk kvalifikačních bodů na mistrovství světa | 7          | Švédsko                |
| zisk kvalifikačních bodů na mistrovství světa | 7          | Velká Británie         |
| zisk kvalifikačních bodů na mistrovství světa | 7          | Norsko                 |
| zisk kvalifikačních bodů na mistrovství světa | 7          | Dánsko                 |
| zisk kvalifikačních bodů na mistrovství světa | 7          | Čína                   |
| zisk kvalifikačních bodů na mistrovství světa | 7          | Švýcarsko              |
| dodatečná olympijská kvalifikace              | 2          | Německo                |
| dodatečná olympijská kvalifikace              | 2          | Spojené státy americké |
| Celkem                                        | 10         |                        |

#### Ženy
| Způsob kvalifikace                            | Počet míst | Kvalifikované týmy     |
| --------------------------------------------- | ---------- | ---------------------- |
| pořadatel                                     | 1          | Rusko                  |
| zisk kvalifikačních bodů na mistrovství světa | 7          | Švédsko                |
| zisk kvalifikačních bodů na mistrovství světa | 7          | Švýcarsko              |
| zisk kvalifikačních bodů na mistrovství světa | 7          | Velká Británie         |
| zisk kvalifikačních bodů na mistrovství světa | 7          | Kanada                 |
| zisk kvalifikačních bodů na mistrovství světa | 7          | Spojené státy americké |
| zisk kvalifikačních bodů na mistrovství světa | 7          | Dánsko                 |
| zisk kvalifikačních bodů na mistrovství světa | 7          | Jižní Korea            |
| dodatečná olympijská kvalifikace              | 2          | Čína                   |
| dodatečná olympijská kvalifikace              | 2          | Japonsko               |
| Celkem                                        | 10         |                        |